# Estación Quiñihual
Quiñihual es una estación ferroviaria que se ubicaba en el Partido de Coronel Suárez, Provincia de Buenos Aires, Argentina.
En la actualidad cuenta con un solo habitante permanente: Pedro Meier.

## Historia
Su construcción finalizó en 1910 a cargo del Ferrocarril Rosario a Puerto Belgrano. El tren dejó de pasar en 1995; el pueblo quedó aislado.